# Asamblea Nacional de Bulgaria
La Asamblea Nacional de Bulgaria es el órgano parlamentario unicameral que ejerce en esta república el poder legislativo y de control al gobierno. Está integrada por 240 diputados elegidos por sufragio universal, directo y secreto cada cuatro años mediante un procedimiento de proporcionalidad compensada. Los diputados electos se constituyen en grupos parlamentarios en el seno de la cámara, y eligen un presidente.
Su sede se encuentra en la ciudad de Sofía, capital del Estado, en el Palacio de la Asamblea.

## Elección
La Asamblea Nacional consta de 240 miembros elegidos por un período de cuatro años elegidos por representación proporcional en distritos electorales de varios escaños. Los partidos políticos deben obtener un mínimo del 4% del voto nacional para ingresar a la Asamblea.

## Funciones y poderes
La Asamblea es responsable de entre otras asuntos:
- promulgar las leyes,
- aprobar el presupuesto del Estado,
- Programar las elecciones presidenciales,
- Seleccionar y destituir al Primer ministro y otros ministros,
- Crear, transformar o disolver ministerios,
- Declarar la guerra, hacer la paz y el despliegue de tropas fuera del país,
- Ratificar tratados y acuerdos internacionales.
- Decidir sobre la realización de referéndum nacionales.
- Seleccionar y destituir al jefe del Banco Nacional y otras instituciones designadas por ley,
- Declarar ley marcial y estado de emergencia a propuesta del Presidente o del Consejo de ministros,
- Autoriza amnistía, medallas condecorativas y días festivos.

Está dirigida y presidida por el presidente de la Asamblea Nacional.
La Asamblea administra la publicación de la Gaceta del Estado, la gaceta oficial del país.

### Procedimiento
Por la Constitución, la Asamblea Nacional es inaugurada por el miembro electo más antiguo del Parlamento. El primer día de la sesión, él o ella preside la elección del Presidente (presidente) y dos diputados. Una vez elegidos, los oradores conservan sus lealtades de partido, lo que significa que permanecen como parlamentarios y se les permite participar en los debates y votaciones.
Los 121 diputados deben estar presentes para que comience cualquier sesión, y el 50% + 1 de los presentes debe votar para que se apruebe cualquier punto de orden o factura. Los ministros pueden ser elegidos entre los parlamentarios o pueden ser elegidos por fuera del Parlamento. Todos los parlamentarios elegidos para ser ministros del gabinete pierden su condición de parlamentarios, y otros miembros de su partido son llamados al Parlamento para llenar los escaños que desocupan.
El Parlamento se reúne de miércoles a viernes, y las sesiones comienzan a las 9 a. m.. Las comisiones parlamentarias se reúnen por las tardes.

### Diseño
La cámara está compuesta por 286 asientos, todos frente al banco de altavoces de 5 asientos en un arreglo de 26 x 11. Frente al altavoz, también frente a la cámara, se encuentra el púlpito, frente al cual está el escritorio de los taquígrafos.
Los partidos se sientan en grupos parlamentarios, siguiendo libremente la regla de que la izquierda política se sienta a la izquierda del Orador y la derecha política a su derecha. En general, los grupos más grandes eligen las alas izquierda, derecha o central de la cámara, con bloques más pequeños que se acomodan donde sea conveniente. Los parlamentarios individuales a veces se sientan fuera de su bloque o stand, y, dado que se implementó el registro electrónico obligatorio, incluso pueden votar desde cualquier asiento en la casa.
A la derecha del orador, también frente a la cámara, hay una sección con 17 asientos reservados para el Gabinete, cualquiera de los cuales puede o no estar presente en cualquier momento durante una sesión parlamentaria. Sin embargo, cualquiera de ellos puede ser convocado por el Parlamento en cualquier momento si es necesario.

## Gran Asamblea Nacional
Además de la Asamblea Nacional ordinaria, se puede convocar una Gran Asamblea Nacional (Велико народно събрание, Veliko narodno sybranie) para asuntos de jurisdicción especial, tales como:  
1. Adopción de una nueva Constitución
2. Enmienda de ciertos artículos de la Constitución, por ej. las relacionadas con los derechos civiles básicos
3. Cambios en el territorio (ganancia o pérdida) de la República, etc.

Antes de la Segunda Guerra Mundial, la Gran Asamblea Nacional también era competente para elegir la Regencia del Reino Búlgaro si el Zar no había alcanzado la mayoría de edad. La Primera y la Tercera Gran Asamblea Nacional también eligieron a los dos primeros monarcas búlgaros después de la liberación del gobierno otomano: el Príncipe (Knjaz) Alejandro de Battenberg y el Príncipe (Knjaz) Fernando de Sajonia-Coburgo-Gotha. 
Como órgano legislativo, la Gran Asamblea Nacional se introdujo con la Constitución de Tarnovo de 1879, se abolió en 1947 y se reintrodujo con la Constitución de 1991. En diferentes disposiciones constitucionales, estaba constituido por un número diferente de representantes. Según la Constitución de 1991, consta de 400 diputados (a diferencia de 240 en el ordinario).  La Constitución de 1991 fue adoptada por la Séptima Gran Asamblea Nacional y estaba compuesta por 200 miembros elegidos por representación proporcional y los otros 200 bajo un sistema de votación de circunscripciones uninominales. La Constitución establece que las elecciones para la Gran Asamblea Nacional se llevarán a cabo de la misma manera que las de la Asamblea Nacional Ordinaria. 
Se requiere una mayoría calificada de 2/3 durante tres procedimientos de votación en fechas separadas para tomar una decisión. La Gran Asamblea Nacional también puede servir como una Asamblea Nacional ordinaria, ocupándose de las actividades legislativas regulares, solo en casos urgentes. Una vez que ha concluido su trabajo sobre el asunto para el cual fue elegido, la Gran Asamblea Nacional se disuelve y el presidente de la República nombrará elecciones para una Asamblea Nacional ordinaria. 
Un total de siete Grandes Asambleas Nacionales han estado en funcionamiento en Bulgaria, la última desde el 10 de julio de 1990 hasta el 12 de julio de 1991 adoptando la constitución actual.

## Presidente de la Asamblea
El Presidente de la Asamblea Nacional de la República de Bulgaria (Председател на Народното събрание на Република България, Predsedatel na Narodnoto sabranie na Republika Balgariya) preside el Parlamento búlgaro. El término del presidente coincide con el inicio de la asamblea y él o ella es elegido por votación durante la sesión de apertura.
| Presidente              | Inicio                  | Final                    | Partido | Partido                                                      |
| ----------------------- | ----------------------- | ------------------------ | ------- | ------------------------------------------------------------ |
| Nikolai Todorov         | 17 de julio de 1990     | 2 de octubre de 1991     |         | Partido Socialista Búlgaro (BSP)                             |
| Stefan Savov            | 4 de noviembre de 1991  | 24 de septiembre de 1992 |         | Unión de Fuerzas Democráticas (SDS)                          |
| Aleksandar Yordanov     | 5 de noviembre de 1992  | 17 de octubre de 1994    |         | Unión de Fuerzas Democráticas (SDS)                          |
| Blagovest Sendov        | 12 de enero de 1995     | 13 de febrero de 1997    |         | Partido Socialista Búlgaro (BSP)                             |
| Yordan Sokolov          | 7 de mayo de 1997       | 19 de abril de 2001      |         | Unión de Fuerzas Democráticas (SDS)                          |
| Ognyan Gerdzhikov       | 5 de julio de 2001      | 4 de febrero de 2005     |         | Movimiento Nacional para la Estabilidad y el Progreso (NDSV) |
| Borislav Velikov        | 23 de febrero de 2005   | 17 de junio de 2005      |         | Movimiento Nacional para la Estabilidad y el Progreso (NDSV) |
| Georgi Pirinski         | 11 de julio de 2005     | 25 de junio de 2009      |         | Coalición por Bulgaria (KZB)                                 |
| Tsetska Tsacheva        | 14 de julio de 2009     | 13 de marzo de 2013      |         | Ciudadanos por el Desarrollo Europeo de Bulgaria (GERB)      |
| Mihail Mikov            | 21 de mayo de 2013      | 6 de agosto de 2014      |         | Partido Socialista Búlgaro (BSP)                             |
| Tsetska Tsacheva        | 27 de octubre de 2014   | 26 de enero de 2017      |         | Ciudadanos por el Desarrollo Europeo de Bulgaria (GERB)      |
| Dimitar Glavchev        | 19 de abril de 2017     | 17 de noviembre de 2017  |         | Ciudadanos por el Desarrollo Europeo de Bulgaria (GERB)      |
| Tsveta Karayancheva     | 17 de noviembre de 2017 | 25 de marzo de 2021      |         | Ciudadanos por el Desarrollo Europeo de Bulgaria (GERB)      |
| Iva Miteva Yordanova    | 15 de abril de 2021     | 11 de mayo de 2021       |         | Existe Tal Pueblo (ITN)                                      |
| Iva Miteva Yordanova    | 21 de julio de 2021     | 16 de septiembre de 2021 |         | Existe Tal Pueblo (ITN)                                      |
| Nikola Georgiev Minchev | 2 de diciembre de 2021  | 16 de junio de 2022      |         | Continuamos el Cambio (PP)                                   |
| Vezhdi Rashidov         | 21 de octubre de 2022   | 3 de febrero de 2023     |         | Ciudadanos por el Desarrollo Europeo de Bulgaria (GERB)      |
| Rosen Zhelyazkov        | 3 de febrero de 2023    | 20 de junio de 2024      |         | Ciudadanos por el Desarrollo Europeo de Bulgaria (GERB)      |
| Raya Nazaryan           | 20 de junio de 2024     | En el cargo              |         | Ciudadanos por el Desarrollo Europeo de Bulgaria (GERB)      |

## Resultados de la última elección
|  | 25.52 % |

|  | 13.74 % |

|  | 12.92 % |

|  | 11.17 % |

|  | 7.32 % |

|  | 7.23 % |

|  | 6.56 % |

|  | 4.44 % |

|  | 3.87 % |

|  | 4.00 % |

|  | 98.00 % |

|  | 2.00 % |

|  | 100.00 % |

|  | 38.94 % |